# Икономическото изчисление в социалистическата общност
„Икономическото изчисление в социалистическата общност“ (на немски: Die Wirtschaftsrechnung im sozialistischen Gemeinwesen) е есе на австрийския икономист Лудвиг фон Мизес, публикувано през 1920 година.
Базирано на лекции на Фон Мизес от предходната година, критикуващи книга на Ото Нойрат, есето поставя началото на продължилия през следващите десетилетия дебат върху проблема за икономическото изчисление в социалистическата икономика. Авторът аргументира тезата си, че при изцяло държавна собственост върху средствата за производство липсва пазарен механизъм за определяне на стойността на капиталовите стоки, което прави негодни всички базирани на нея изчисления.